# Умовний університет
Умовний університет (англ. deemed university) — тип вищих навчальних закладів в Індії, дещо нижчих за статусом за унівенситет.